# 阿吉蒙·費薩爾
阿吉蒙·費薩爾（Ajmal Faisal，1990年8月14日—）是一名阿富汗拳擊運動員，曾代表國家參加2012年倫敦奧運的拳擊52公斤級比賽，但未能獲獎。